# 弗萊姆胡德湖

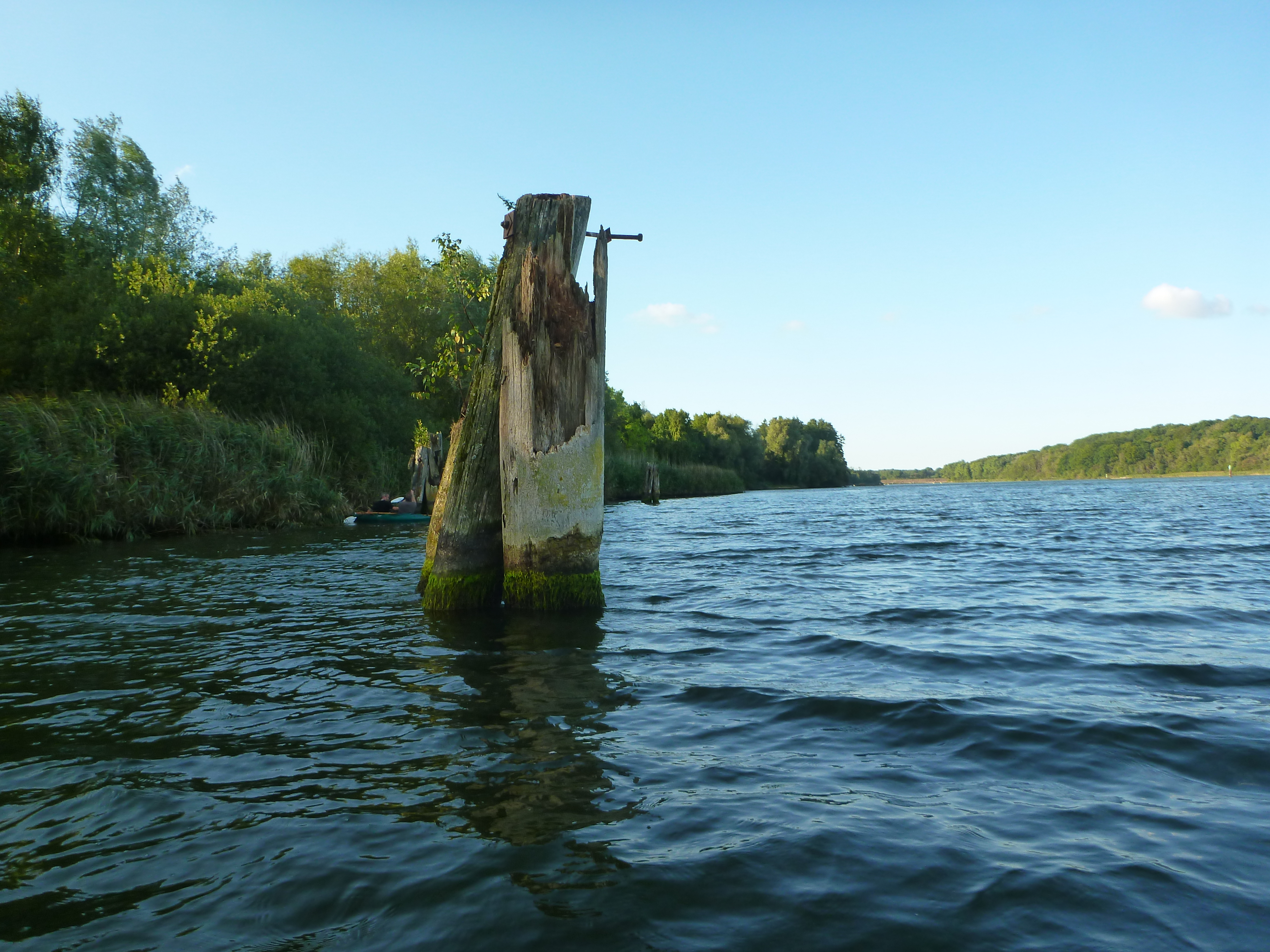

54°20′05″N 9°57′45″E / 54.334667°N 9.962433°E
弗萊姆胡德湖（德語：Flemhuder See），是德國的湖泊，位於該國北部石勒蘇益格-荷爾斯泰因州，由倫茨堡-埃肯弗德縣負責管轄，長1.5公里、寬0.2公里，面積0.9平方公里，平均水深3米，最大水深6米。